# Friedrich Barchewitz

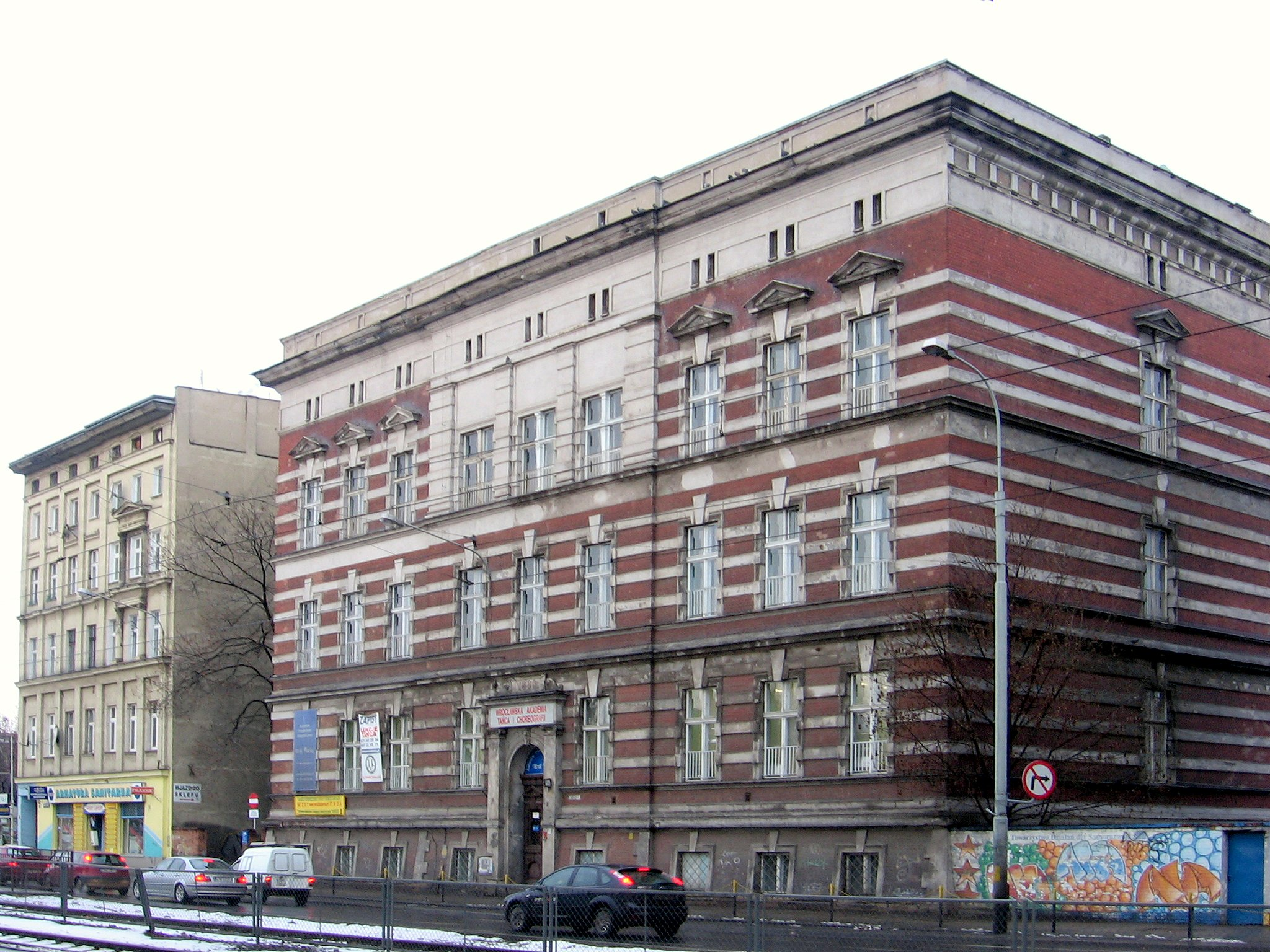
Gmach sierocińca według projektu Barchewitza

Friedrich Barchewitz (ur. 1836, zm. 14 sierpnia 1902 w Leubus) – architekt niemiecki, od 1862 działający we Wrocławiu, przedstawiciel neorenesansu w architekturze.

## Życiorys
W latach 1869–1871 w Miejskiej Deputacji Budowlanej, od 1872 w Spółce Akcyjnej Nieruchomości Śląskie (niem. Schlesische-Immobilien Aktien-Gesellschaft), gdzie 1873 był dyrektorem ds. budowlanych.
W 1862 zaprojektował rozbudowę zakładów Gottfrieda Linke, w latach 1868–1869 opracował projekt Teatru Lobego przy Lessingstraße (dziś ul. Dobrzyńska); projekt ten zyskał uznanie w środowisku wrocławskim. W 1873 wygrał konkurs na zagospodarowanie Königstraße (dzisiejsza ulica Leszczyńskiego, niedaleko wrocławskiego pałacu królewskiego). W 1872 opracował założenia ogrodu „Pod Namiotem” przy wrocławskiej promenadzie, rok później – ogrodu Scholza przy Herbert-Welkisch-Straße (ul. Mazowiecka) oraz kamienic na miejscu dawnego Mysiego Stawu. W latach 1880–1881 zaprojektował sierociniec żydowski przy Gräbschenerstraße (ul. Grabiszyńska) 61–65. W 1883 zaprojektował budynek Hotelu Riegner.